# Drew Starkey
Drew Starkey   (Asheville, 4 de novembre de 1993) és un actor estatunidenc, conegut principalment per haver participat en la sèrie Outer Banks de Netflix i per haver protagonitzat la pel·lícula Queer (2024), dirigida per Luca Guadagnino.

## Biografia

### Vida primerenca i formació
Nascut a Asheville (Carolina del Nord), es va criar sobretot a la ciutat de Hickory, tot i que amb la seva família s'anava traslladant per la zona de les muntanyes Blue Ridge. Durant la infància i l'adolescència solia jugar a bàsquet. A la secundària, que va estudiar a l'institut St. Stephens High School de Hickory, va desenvolupar una devoció pel teatre en fer una classe d'aquest àmbit, en què van tractar «molt de Samuel Beckett i coses per l'estil». Aleshores va formar-se en Literatura Anglesa i Teatre a la Universitat de Carolina Occidental, que pertany a la Universitat de Carolina del Nord.

### Carrera
Passada l'etapa formativa, es va mudar a Atlanta, on dos amics seus estaven muntant una productora de cinema, i va començar a presentar-se a càstings i acceptar tots els papers que li oferien. Així va arribar a interpretar rols secundaris en produccions com la sèrie Ozark de Netflix i les pel·lícules juvenils L'odi que dones i Love, Simon, que el van catapultar a la fama. El 2019 se'n va anar a viure a Los Angeles, però tot seguit va tornar a les Carolines en rebre la proposta d'aparèixer a la sèrie de Netflix Outer Banks com a Rafe Cameron. Arran d'aquest paper el seu renom va créixer considerablement. Uns anys més endavant, el van triar com a coprotagonista de la pel·lícula Queer, dirigida per Luca Guadagnino i basada en la novel·la homònima de William S. Burroughs, juntament amb l'actor Daniel Craig. El film en qüestió constituiria el més important de la seva carrera fins aquell moment.

### Vida personal
És el gran de quatre germans. El seu pare, Todd Starkey, és l'entrenador de bàsquet femení de la Universitat Estatal de Kent. El seu avi va estar en l'elenc original de Once Upon a Mattress a Broadway en la dècada del 1950.
Des del 2023, viu a Los Angeles.

## Filmografia

### Cinema
| Any  | Títol                  | Paper                              | Ref.          |
| ---- | ---------------------- | ---------------------------------- | ------------- |
| 2018 | American Animals       | Noi de la fraternitat d'estudiants |               |
| 2018 | Love, Simon            | Garrett Laughlin                   | [ 6 ]         |
| 2018 | L'odi que dones        | Brian MacIntosh Jr. (Officer 115)  | [ 7 ]         |
| 2019 | Just Mercy             | Guarda jove                        |               |
| 2020 | The Devil All the Time | Tommy Matson                       |               |
| 2020 | Embattled              | Tanner Van Holt                    | [ 8 ]         |
| 2022 | Hellraiser             | Trevor                             | [ 9 ]         |
| 2023 | The Other Zoey         | Zach MacLaren                      | [ 10 ] [ 11 ] |
| 2024 | Queer                  | Eugene Allerton                    | [ 12 ]        |

### Televisió
| Any   | Títol                                  | Paper            | Anotacions                             |
| ----- | -------------------------------------- | ---------------- | -------------------------------------- |
| 2017  | Mercy Street                           | Soldat apostador | Capítol: «Unknown Soldier»             |
| 2017  | Shots Fired                            | Clint Jr.        | Capítol: «Hour Four: Truth»            |
| 2017  | Ozark                                  | Noi              | Capítol: «Ruling Days»                 |
| 2017  | Dead Silent                            | Ethan Walton     | Capítol: «Run for Your Life»           |
| 2017  | Valor                                  | Bobby            | Capítol: «Zero Visibility»             |
| 2017  | Good Behavior                          | Agent Bradfield  | Capítol: «You Could Discover Me»       |
| 2018  | Brockmire                              | Brad Christie    | Capítol: «In the Cellar». No acreditat |
| 2018  | Bobcat Goldthwait's Misfits & Monsters | Hunter Robison   | Capítol: «Better World»                |
| 2018  | The Resident                           | Advocat jove     | Capítol: «About Time»                  |
| 2019  | Doom Patrol                            | Tim              | Capítol: «Donkey Patrol»               |
| 2019  | Queen Sugar                            | Beau             | Capítol: «I No Longer Imagine»         |
| 2019  | Scream: Resurrection                   | Hawkins          | 4 capítols                             |
| 2019  | Dolly Parton's Heartstrings            | Lookout          | Capítol: «J.J. Sneed»                  |
| 2020  | Limbo                                  | Rodney           | Telefilm                               |
| 2020  | Acting for a Cause                     | Demetrius        | Capítol: «A Midsummer Night's Dream»   |
| 2020- | Outer Banks                            | Rafe Cameron     | Protagonista; 39 capítols              |
| 2022  | La llista final                        | Junior Alba      | 4 capítols                             |